# Short Mayo Composite
Die Short Mayo Composite war eine Kombination aus einem viermotorigen Flugboot und einem viermotorigen Schwimmerflugzeug auf seinem Rücken. Sie sollte zur transatlantischen Luftpostbeförderung genutzt werden.

## Geschichte
Es gab in den frühen 1930er Jahren kein britisches Flugzeug, das einen sicheren und zuverlässigen Lufttransport über den Atlantik geschafft hätte. Aber man wusste, dass ein Flugzeug mit mehr Last fliegen als starten kann. Also wurde der Flugzeughersteller Short Brothers beauftragt, zwei entsprechende Flugzeuge zu bauen. Zu ihrem Betrieb gründete 1935 der technische Direktor der Imperial Airways, Major R. H. Mayo die Mayo Composite Aircraft Company Ltd.
Als Trägerflugzeug diente die Short S.21 Maia, ein Flugboot mit vier 920-PS-Bristol-Pegasus XC-Neunzylinder-Sternmotoren, es entsprach in der Auslegung einem Short S.23 Empire. Der Erstflug der S.21 fand am 27. Juli 1937 statt. Außer für die Huckepackerprobung diente es auch als Navigationstrainer.
Die obere Hälfte der Kombination bildete die Short S.20 Mercury. Sie war ein Schulterdecker-Schwimmerflugzeug mit vier Motoren, zunächst Napier Rapier V, später Rapier VI H-Motoren mit 374 PS Leistung. Am 26. August 1937 kam sie das erste Mal in die Luft, die Mercury erreichte eine Reisegeschwindigkeit von 290 km/h. Die Startmasse von 7030 kg konnte durch das Mutterflugzeug um 2268 kg erhöht werden.

## Nutzung
Der erste Huckepack-Start fand am 21. Januar 1938 statt, und am 6. Februar konnte die erste erfolgreiche Trennung durchgeführt werden. Nach einer Reihe von Tests und Erprobungen fand am 21. Juli 1938 der erste kommerzielle Flug statt. Dabei konnten nach der Trennung über der irischen Küste 272 kg Fracht und Post nach Montreal in Kanada befördert werden. Die 4600 km lange Strecke konnte in 20 Stunden und 30 Minuten zurückgelegt werden; das entsprach einer Durchschnittsgeschwindigkeit von 285 km/h. Auf dem Rückflug konnten nach 7,5 Stunden die Azoren erreicht werden.
Am 6. Oktober 1938 konnte die Mercury nach der Trennung über Dundee, Schottland in 42 Stunden auf dem Fluss Oranje in Südafrika landen. Die Maschine war ohne Fracht voll betankt und sollte eigentlich Kapstadt anfliegen, aber der Kraftstoffvorrat reichte nicht, jedoch bedeutete der Flug über nonstop 9726 km einen neuen Weltrekord. Die letzten Huckepack-Flüge fanden im November 1938 und Januar 1939 auf der Strecke Southampton–Alexandria statt. Die drohende Kriegsgefahr verhinderte den weiteren gemeinsamen Einsatz.
Die „Maia“ wurde anschließend zum Passagiertransport umgebaut und im Luftverkehr eingesetzt, bis sie am 11. Mai 1942 im Hafen von Poole bei einem Bombenabwurf einer einzelnen verirrten He 111 zerstört wurde. Bei Kriegsausbruch beschlagnahmte die Royal Air Force (No. 320 Squadron RAF) die „Mercury“ und nutzte sie zur Ausbildung. Doch schon im August 1941 kam sie zu Short zurück und wurde verschrottet.

## Technische Daten
| Kenngröße             | S.20 Mercury                           | S.21 Maia                                |
| --------------------- | -------------------------------------- | ---------------------------------------- |
| Länge                 | 15,50 m                                | 25,88 m                                  |
| Spannweite            | 22,20 m                                | 43,89 m                                  |
| Höhe                  | 6,17 m                                 | 9,94 m                                   |
| Flügelfläche          | 56,80 m²                               | 162,58 m²                                |
| Flügelstreckung       | 8,7                                    | 11,8                                     |
| Leermasse             | 4614 kg                                | 11.229 kg                                |
| max. Startmasse       | 7030 kg                                |                                          |
| Nutzlast              | 454 kg                                 |                                          |
| Triebwerke            | 4 Napier Rapier VI; je 365 PS (268 kW) | 4 Bristol Pegasus XC; je 919 PS (676 kW) |
| Höchstgeschwindigkeit | 341 km/h                               | 322 km/h                                 |
| Reisegeschwindigkeit  | 313 km/h                               |                                          |
| Gipfelhöhe            |                                        | ca. 9000 m                               |
| Reichweite            | 6280 km                                | 1370 km                                  |